# 盧卡斯·拉科
盧卡斯·拉科（/ˈluːkɑːʃ ˈlɑːtskoʊ/ LOO-kahsh LAHT-skoh，1987年11月3日—），斯洛伐克男子网球选手，现居住于巴塞隆納。
格拉諾勒斯2004年转为职业选手，目前他的最高单打排名为第60位，雙打排名曾高居為第213。

## 職業生涯

### 2010年
澳網，第二輪以2-6, 2-6, 2-6連輸三盤敗給衛冕冠軍拿度。
法網，他打了一場職業生涯用時最長的比賽，第一輪與美國球員亞尼大戰五盤，以6-4, 65-7, 64-7, 7-65, 12-10艱苦獲勝，這場比賽用時長達四小時又56分，需要兩天才能完成比賽，同時是法國公開賽開放年代以來用時最長的一場比賽。
溫布頓網球錦標賽，第一輪以四盤比分淘汰2006年澳洲公開賽亞軍巴格达蒂斯，第二輪以五盤接近比分不敵夏爾迪。
拉科在美國亞特蘭大錦標賽，以6-2, 6-4爆冷擊敗前世界第一休伊特晉身八強。